# Костел Успіння Богородиці (Гачув)
Костел Успіння Богородиці і св. Михаїла Архангела — пізньоготичний дерев'яний костел на честь Успіння Пресвятої Діви Марії та св. Михаїла Архангела, що розташований у Гачуві.
Костел у Гачуві є найбільшим готичним дерев'яним костелом у Європі і водночас одним із найстаріших дерев'яних костелів зрубної конструкції в Польщі. Він був включений до маршруту дерев'яної архітектури Підкарпатського воєводства (маршрут I — Коросно — Березів).
У 2003 році об'єкт було включено до Списку світової спадщини ЮНЕСКО.

## Історія
Костел у Гачуві був збудований у першій половині XV ст. У 1494 р. оздоблено монументальною поліхромією. Значно постраждала під час татарської навали 1624 року. Потім капітально відремонтували та розширили. Тоді було збудовано дзвіницю та башточку з башточкою, прибудовано нартекси, зроблено кільцеві віконні прорізи в наві, насипано земляний оборонний вал. Під час ремонту 1784—1789 рр. було розширено захристію, збудовано нові нартекси, до нави прибудовано каплицю Матері Божої фундації Урбанського, коштами проведено нове обладнання храму. Близько 1864 року встановлено нову поліхромію. Після побудови нової церкви (1944 р.) старий храм був занедбаний. У 1948—1980 роках перебував у державному управлінні. З 1980 року знову у власності парафії. Тоді розпочалися роботи з капітального ремонту. У 1999 р. була завершена консервація готичних дощок стелі, яку виконали Барбара Чайковська-Палусінська та Славомір Степень, а у 2000 р. завершено консерваційне влаштування стелі в наві костелу за проєктом проф. Гадомський і д-р. Корнецький. 13 листопада 2000 року храм було переосвячено. У 2006—2009 роках була замінена черепиця.
Церква була зображена на монетах номіналом 2 та 20 злотих, випущених Національним банком Польщі 13 вересня 2006 року.

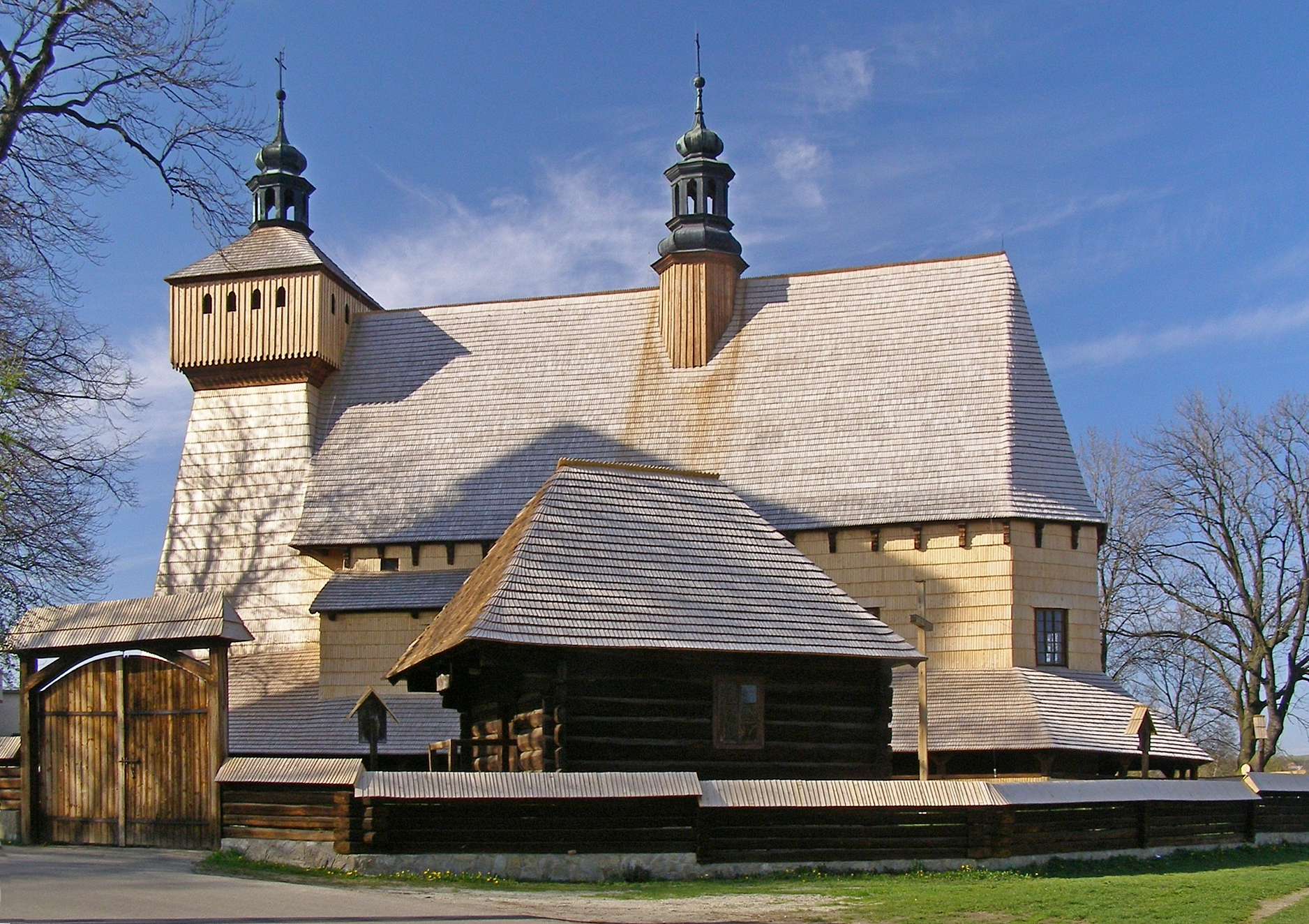
Південне підвищення
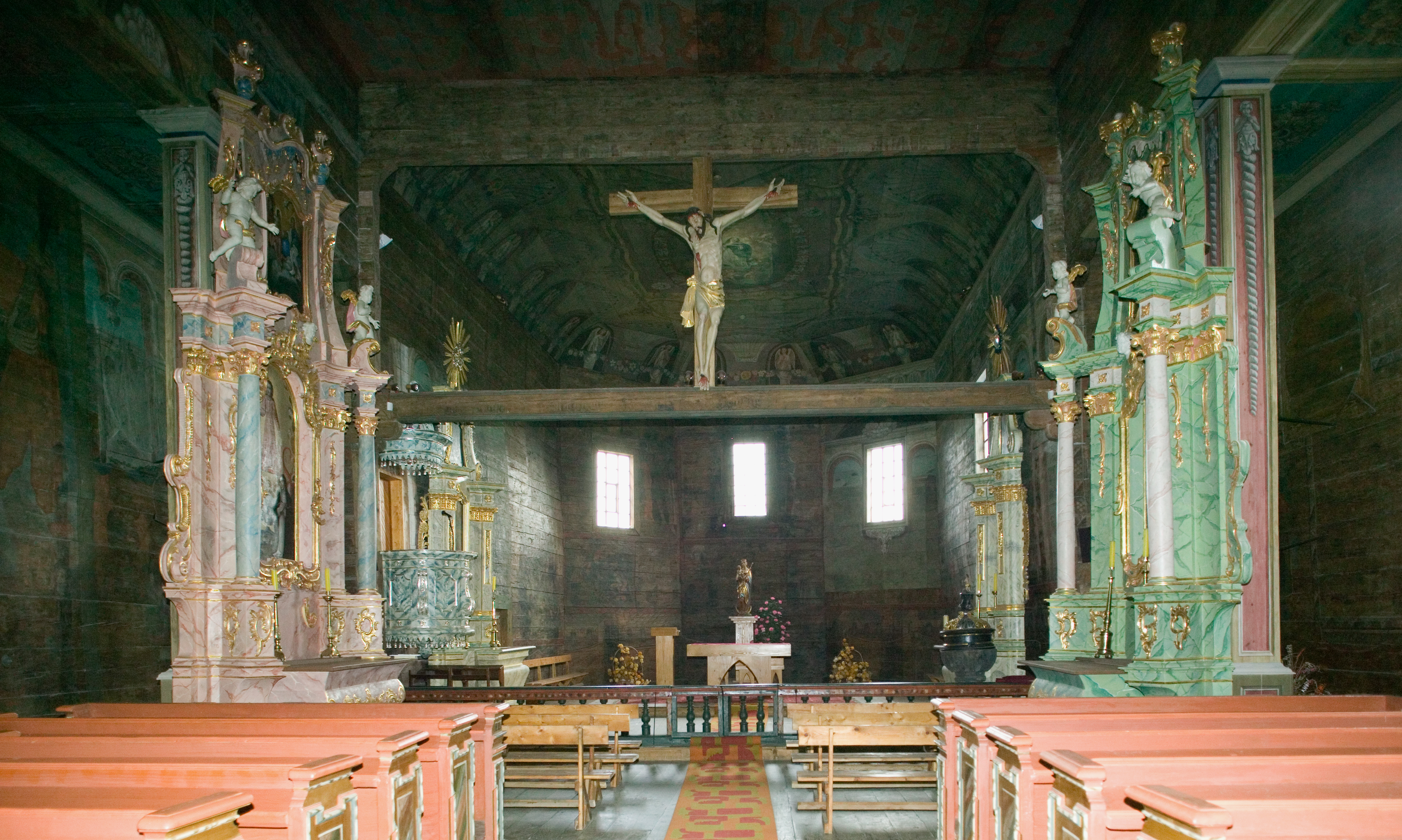
Інтер'єр
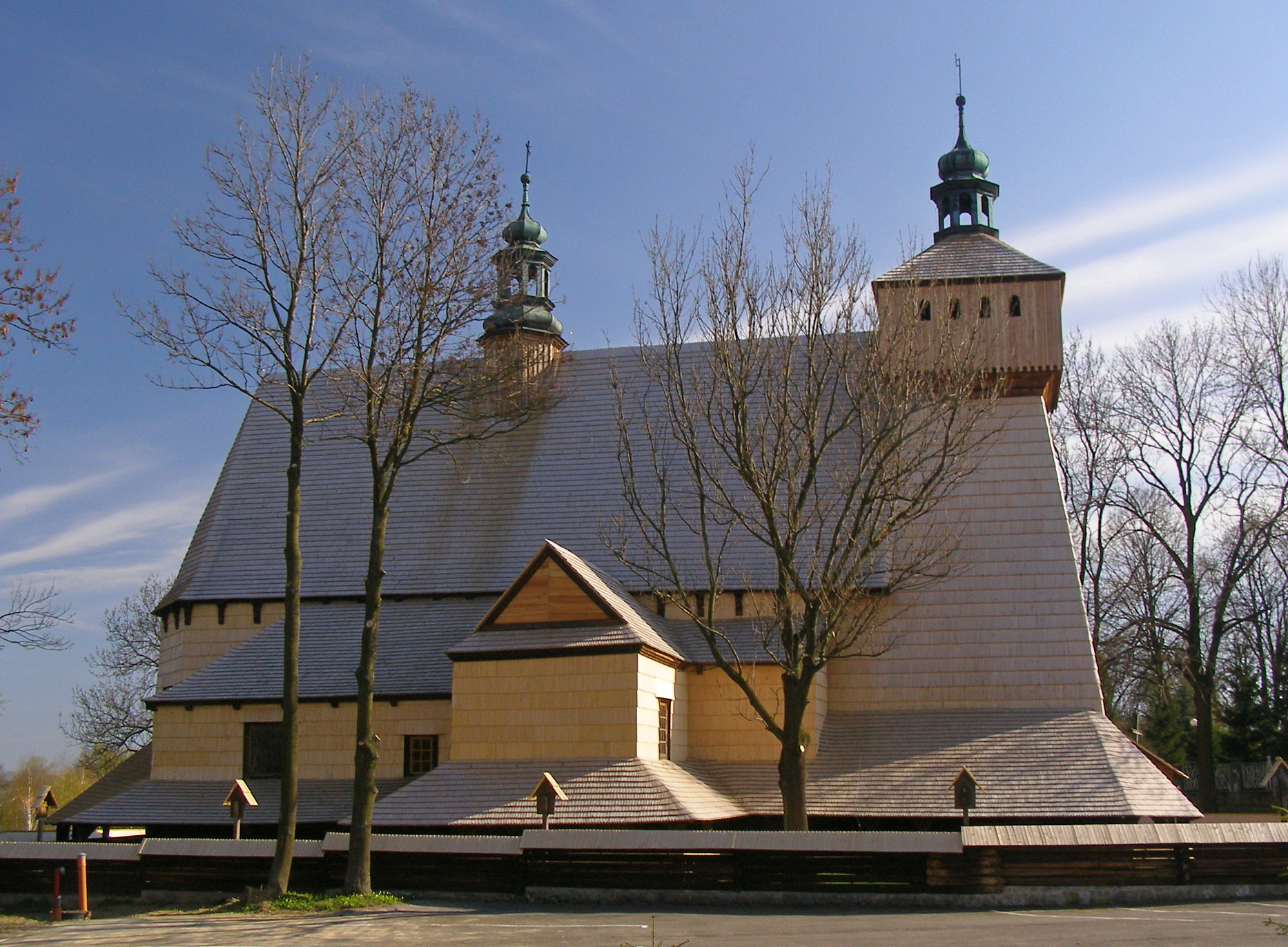
Північне підвищення
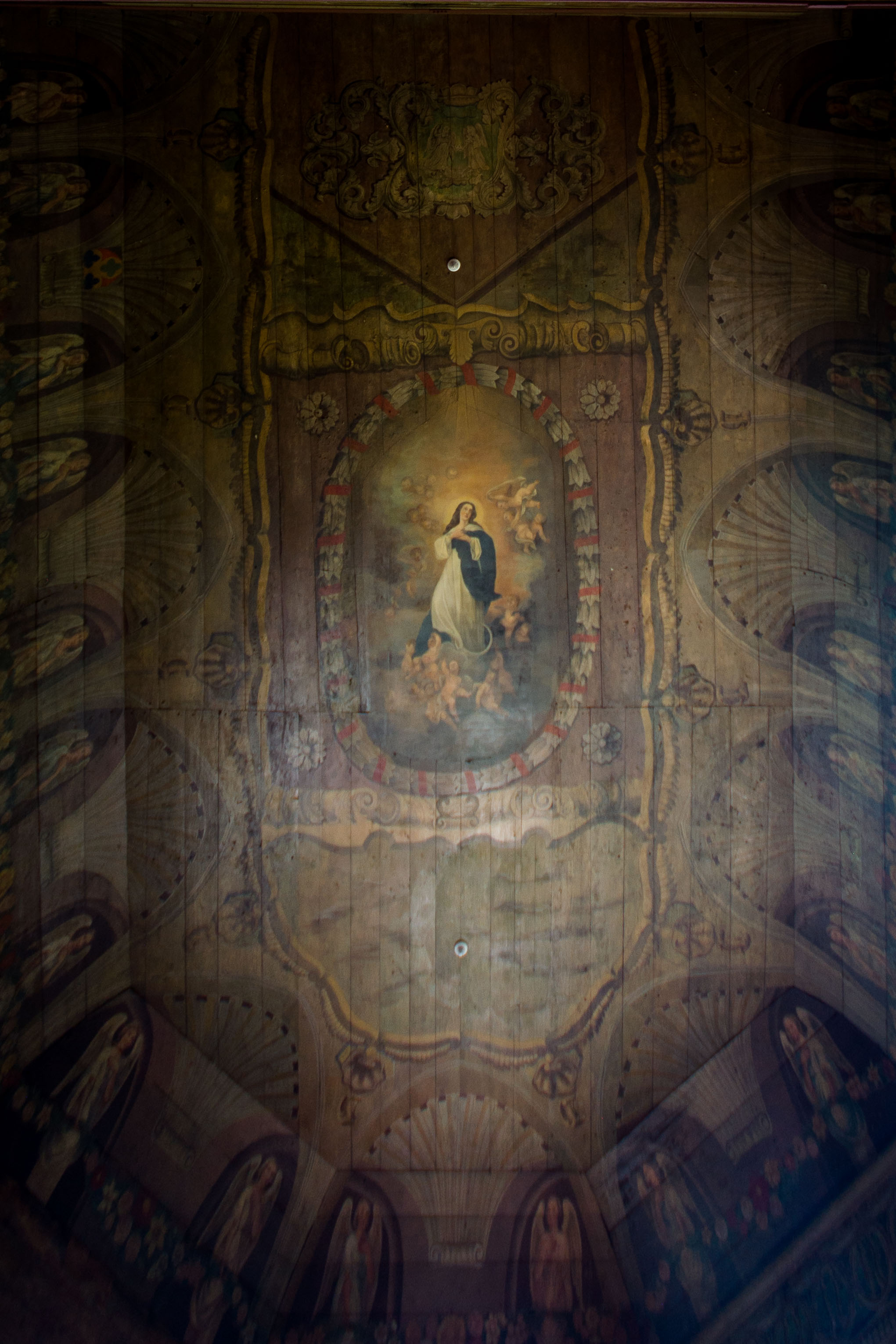
Склепіння головної нави

## Архітектура та оздоблення
Це найбільший дерев'яний готичний костел у Польщі та Європі, площею забудови 380 м², без урахування пізніших каплиць і лазаретів, стіни зрубної конструкції на кам'яному фундаменті, захищеному від викривлення Lisicelisice, орієнтовані, тристоронні. Складається з: пресбітерію прольотом 9 м у плані видовженого прямокутника з тригранним замиканням з прилеглими ризницею та криптою під нею; ширша нава з розмахом 12 м на квадратоподібному плані з прибудованою з півночі новою навою, каплиця Матері Божої Скорботної та вежа із західного боку з сильно похилими стінами та ізбицею з декоративним ажуром. Вежа накрита шатровим дахом, увінчаним ліхтарем із шатроподібним куполом. Святиня та нава вкриті односкатним двосхилим дахом із восьмигранною башточкою із дзвіницею. Церква і вежа оточені суботами.
Інтер'єр церкви перекритий пласкою стелею, в корпусі — вигинами, що спираються на колони, а в наві — гранчастою. Лекторій із прямокутним вирізом. Емпора, що підтримується двома стовпами.
Окрім архітектурних цінностей, велике значення має унікальна фігурна поліхромія 1494 року. (імовірно, найдавніша поліхромія цього типу в Європі, це також найбільша колекція фігурного живопису XV ст. у Польщі) та пізніша із бл. 1864 року.
Найціннішим церковним оздобленням є:
- оригінальний пізньобароковий головний вівтар кінця XVII ст. з готичною скульптурою Діви Марії з немовлям (І чверть XVI ст.), яка перебуває в новому храмі,
- чотири вівтарі у стилі [рококо]] другої половини XVIII ст.,
- готичні скульптури 15 ст, включаючи найціннішу п'єту з 1400 року,
- мальовані освяченні хрести з першої пол. 15 століття,
- кам'яна купіль 16 ст.,
- готичні портали, особливо зі складною дверною фурнітурою[2][3].

## Околиці
Територія церкви оточена дерев'яною огорожею, покритою ґонтом. На церковній площі розташоване історичне дерев'яне парафіяльне зерносховище.
У 2003 році він був включений разом із церквами в Бінарові, Близному, Дембні, Липниці Мурованій та Сенковій до Списку світової культурної спадщини ЮНЕСКО, підтверджуючи його цінність у світовому масштабі, з таким обґрунтуванням: найстаріша, найбільша і найкраще збережена в Європі готична дерев'яна церква зрубної конструкції, практично незмінна за конструкцією, з багатим живописним і скульптурним оздобленням; чітке нашарування архітектурно-декоративних форм 15-19 ст.

## Культ Марії
У костелі розташована копія чудотворної статуї Матері Божої Скорботної (оригінал у новому костелі). За переказами, цей датується бл. 1400 р. готична п'єта «прийшла з водою» річки Віслок (ймовірно, під час повені) і зупинилася перед старим дерев'яним костелом у Гачуві. Жителі помістили фігурку в новий храм і натомість отримали божественний захист. Фігуру коронував у Кросно 10 червня 1997 року Папа Іван Павло II під час його паломництва до Польщі. Інтронізацію коронованої п'єти в гачувському костелі здійснив кардинал Юзеф Глемп 29 червня 1997 р.

## Нумізматика
У 2006 році випущено дві пам'ятні монети із зображенням церкви. Ці монети мали номінали 2 злотих і 20 злотих (монета 2 злотих була випущена тиражем 1 000 000 штук, а монета 20 злотих випущена тиражем 64 000 штук). Ці монети входять до серії «Пам'ятки матеріальної культури в Польщі».

## Виноски
1. ↑  Wooden Churches of Southern Małopolska (англ.). Процитовано 23 квітня 2014.
2. 1 2 3 4 5  Krzysztof Zieliński: Leksykon drewnianej architektury sakralnej województwa podkarpackiego. PRO CARPATHIA, Rzeszów 2015, ss. 21–23. ISBN 978-83-61577-68-3.
3. 1 2 3 4  Magdalena i Artur Michniewscy, Marta Duda: Kościoły drewniane Karpat i Podkarpacia. Wydawnictwo Rewasz, Pruszków 2001, ss. 176, 177. ISBN 83-85557-88-1.
4. 1 2  , Ignacy Tłoczek;, "Polskie Budownictwo Drewniane"
5. 1 2  KOŚCIÓŁ PARAFIALNY PW. WNIEBOWZIĘCIA NMP I ŚW. MICHAŁA ARCHANIOŁA HACZÓW. zabytek.pl.
6. ↑  Zabytkowy kościół haczowski (пол.). Архів оригіналу за 28 серпня 2011. Процитовано 23 жовтня 2023.
7. ↑  Grzegorz Polak, Święte, świętsze, najświętsze. Przewodnik po sanktuariach w Polsce. AGORA S.A. Warszawa 2013. str. 85; ISBN 978-83-268-1242-2
8. ↑  Narodowy Bank Polski - Internetowy Serwis Informacyjny (пол.)